# Hautecourt-Romanèche
Hautecourt-Romanèche è un comune francese di 780 abitanti situato nel dipartimento dell'Ain della regione dell'Alvernia-Rodano-Alpi.

## Società

### Evoluzione demografica
Abitanti censiti